# 人 (法律)
法律学の概念としての人（ひと、英: person）は、法的観点から人として扱われる（法的人格を認められる）ものを指し、自然人と法人から成る。「人」であることの効果として、その名において私法上の権利・義務の主体となる一般的な資格（権利能力）が認められる。権利の客体である物と対置される概念である。ローマ法に由来する。

## 概要
前述のとおり、「人」は、自然人とそれ以外のものに分類される。
自然人とは私法上の概念で、権利義務の主体となる個人のことであり、近代法は権利能力のない人間すなわち奴隷の存在を許さない。なお、外国人は例外として権利能力が制限されることがあり、逆に胎児には例外的に権利能力が認められる場合がある。
自然人以外にも、人の集合体や財産の集合体に対しても法的人格が与えられることがあり、これを多くの法域においては「法人」と呼んでいる。会社や国などが、これに含まれ得る。
いずれも、法的人格を有することにより、その名において私法上の権利を有し、私法上の義務を負担することができる。
また、「人」は、一般に、訴訟手続における当事者たり得る資格（当事者能力）を有する。すなわち、その名において訴え、または訴えられることが可能である。
その他、立法政策によって「人」であることを要件とするさまざまな制度が設けられているほか、「人」以外のもの（法人格のない社団、法人格のない財団、組合、信託財産など）についても「人」と同様の取扱いがなされることがある。

## 日本法
日本法上、「人」は、自然人（法令上は「人」または「個人」とも）と法人に分類され、それぞれ民法第1編第2章および第3章において規定されている。「人」であることにより私法上の権利・義務を有することができる地位は、ドイツ法に倣って、権利能力と呼ばれ（民法第1編第2章第1節の見出し）、権利能力を有するのは「人」のみである。すなわち、法的人格と権利能力は同じものを指しているといえる。
講学上の概念としての「人」は、法令上は多くの場合「者」と表現され、権利能力なき社団などを含み得る「もの」とは厳密に区別されていることが通常であり、講学上の「人」であるか否かによって規制を大きく異にすることが多い。
なお、法令用語としての「人」は自然人を指すことが多い。

## ドイツ法
ドイツ法上、人（Person）とは、自然人（natürliche Person）と法人（juristische Person）に分類される。法的人格と権利能力は同義ではなく、例えば合名会社や合資会社は、法的人格は有しない（したがって法人ではない）が、権利能力を有するものとされる。

## 英国法
イングランド法上、講学上の概念としての「人」（person）には、自然人（natural person）（個人（individual）とも。）のほかコーポレーション （corporation）が含まれる。法人格のない社団（unincorporated association）は、法的人格（legal personality）を欠くため、含まれない。
他方で、イギリスにおける法令用語としての「人」（person）には、「法人格の有無を問わず人の集合体」（a body of persons corporate or unincorporate）が含まれるものとされている（1978年解釈法別紙1）ため、法人格のない社団（unincorporated association）も含まれることになる。